# Rice Richard Clayton
Rice Richard Clayton (15 novembre 1798 - 4 mai 1879), parfois Richard Rice Clayton,, est un homme politique conservateur britannique .

## Biographie
Né à Harleyford, Buckinghamshire, il est le quatrième fils de William Clayton (4e baronnet) et Mary East. Il fait d'abord ses études au Collège d'Eton, avant de fréquenter le Gonville et Caius College de Cambridge, où il obtient un baccalauréat ès arts en 1820 et une maîtrise ès arts en 1824. Il est également entré à Lincoln's Inn en 1819 . En 1832, il épouse Maria Amelia Nugent, fille de Sir George Nugent (1er baronnet), et ils ont au moins six enfants: Richard Nugent Clayton (né en 1833); Francis Edmund Clayton (né en 1844); Arthur John Clayton (né en 1846); Maria Augusta; Louisa Maude; et Emily Rose .
Il est devenu député conservateur d'Aylesbury aux élections générales de 1841, mais est battu aux élections générales en 1847 ,,,.
Au cours de sa vie, Clayton est également juge de paix et sous-lieutenant du Buckinghamshire, ainsi que haut shérif pour le même comté en 1838 ,.